# أوغور غونيش
أوغور غونيش هو ممثل تركي ولد في 10 نوفمبر 1987.

## روابط خارجية
أوغور غونيش على موقع IMDb (الإنجليزية)
- أوغور غونيش على موقع روتن توميتوز (الإنجليزية)
- أوغور غونيش على موقع ألو سيني (الفرنسية)
- أوغور غونيش على موقع قاعدة بيانات الفيلم (الإنجليزية)
- أوغور غونيش على موقع كينوبويسك (الروسية)